# Indyk domowy

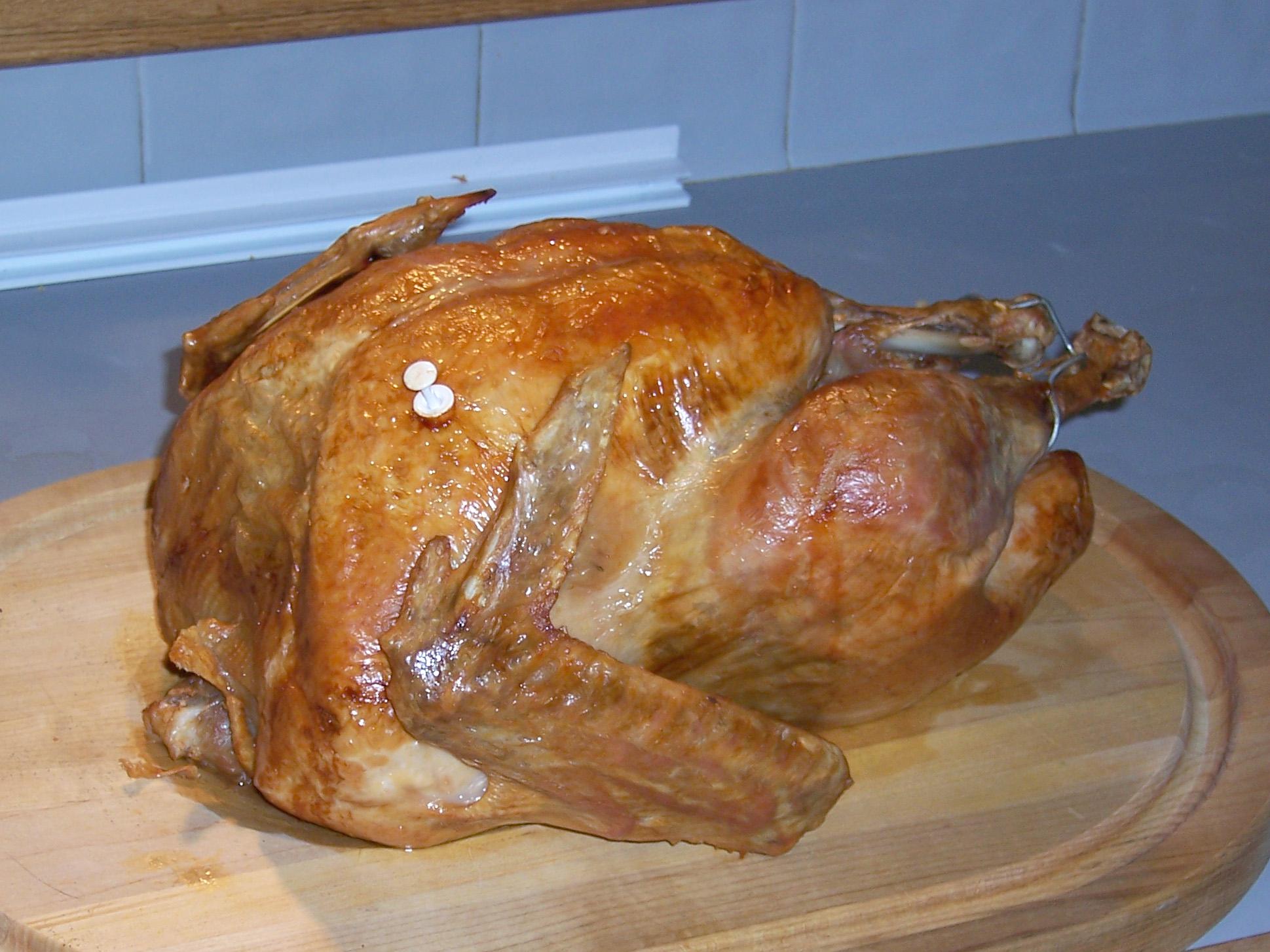
Pieczony indyk

Indyk domowy (Meleagris gallopavo gallopavo var. domesticus) – ptak hodowlany z rodziny kurowatych, hodowany na całym świecie. Stanowi formę udomowioną indyka.

## Historia
Indyki zostały udomowione przez Azteków w czasach prekolumbijskich. Do Europy sprowadził je w 1497 roku Giovanni Caboto. Istotne dla rozwoju hodowli stały się ptaki przywiezione w XVI wieku. Do Polski trafiły w następnym wieku.

## Hodowla
Ptaki hodowane są zarówno na skalę masową w halach, jak i w gospodarstwach rolnych. Pozyskuje się z nich głównie mięso. Indyki zalicza się do trzech typów użytkowych:
- lekkiego (mini – rasy: mały biały beltsville)
- średnio-ciężkiego (midi – rasy: białe szerokopierśne, bronz szerokopierśne, bronz standard)
- ciężkiego (maxi – najcięższe rody indyków białych i bronz szerokopierśnych)

## Kultura
Indyk domowy jest przyrządzany w Ameryce jako tradycyjna potrawa na Dzień Dziękczynienia.

## Rasy
Istnieje wiele ras indyka domowego. Występuje upierzenie czarne, brązowe, białe oraz białe z czarną obwódką. W Polsce najpopularniejsze są rasy Bronz, Bronz szerokopierśny oraz Beltsville.
Niektóre rasy indyków:
- Auburn
- Beltsville
- Biały holenderski
- Biały szerokopierśny
- Blue Slate
- Bronz
- Bronz szerokopierśny
- Burboński
- Czarny hiszpański
- Czekoladowy
- Lawendowy
- Narragansett
- Norfolski
- Royal Palm

## Galeria

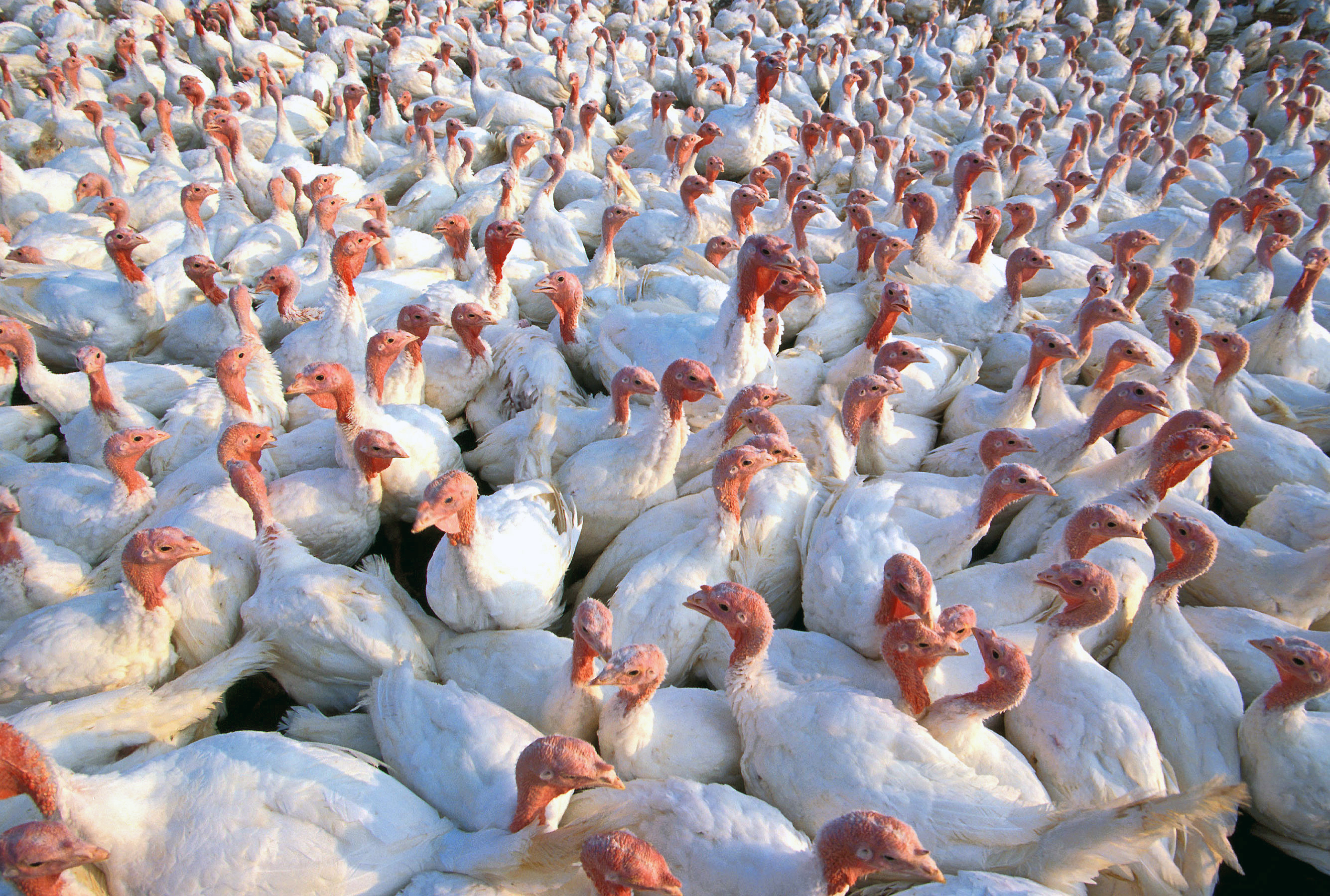
Hodowla indyków
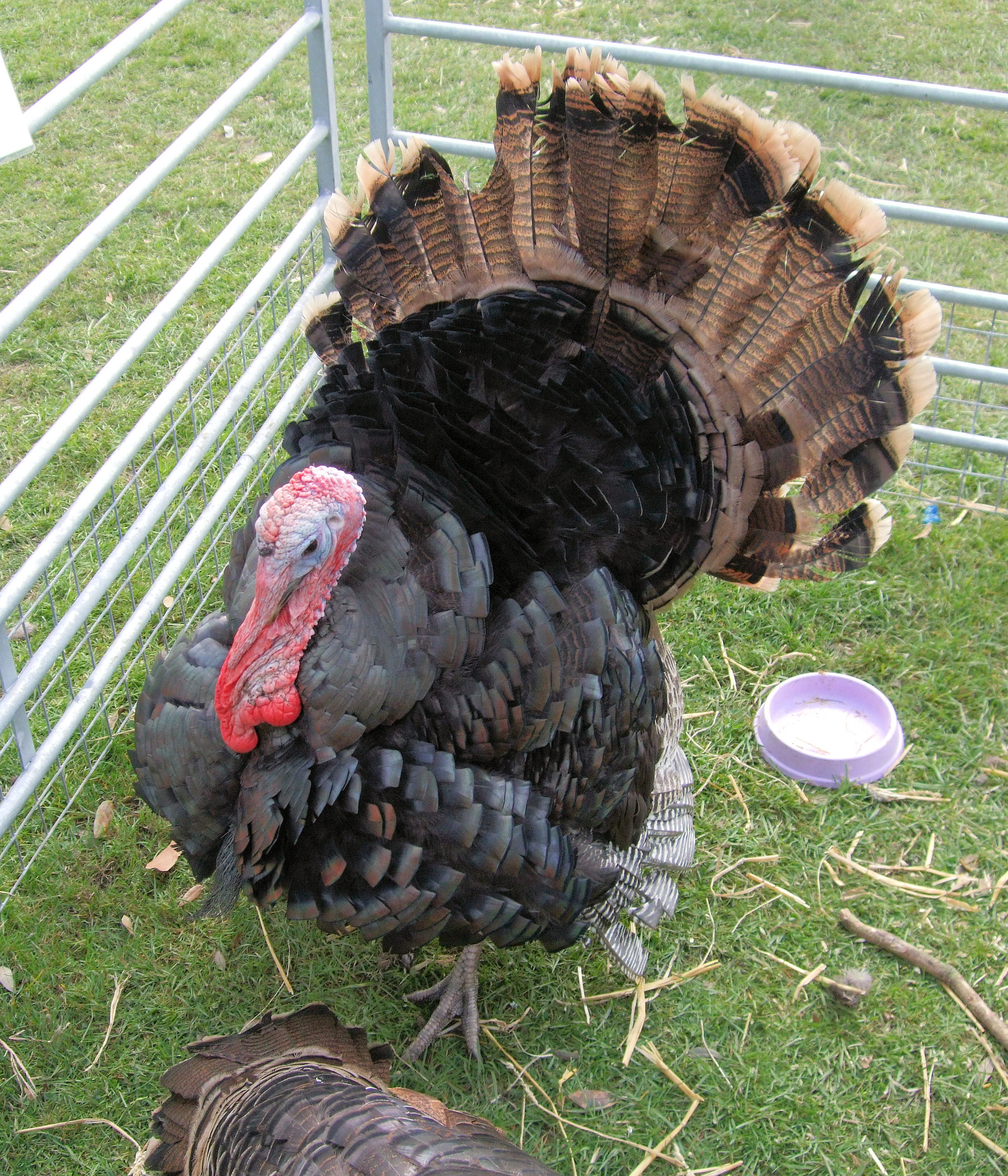
Indyk norfolski
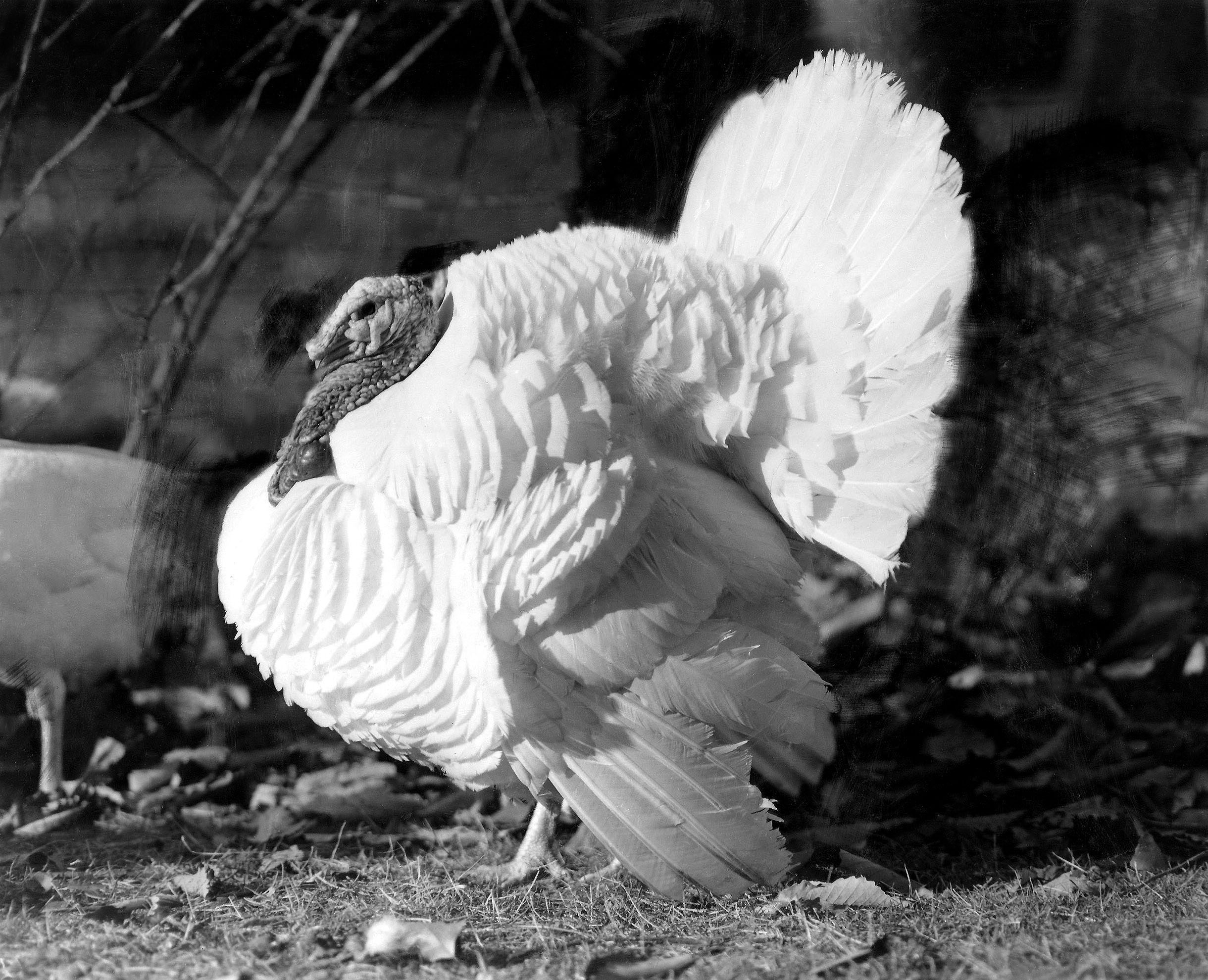
Indyk Beltsville
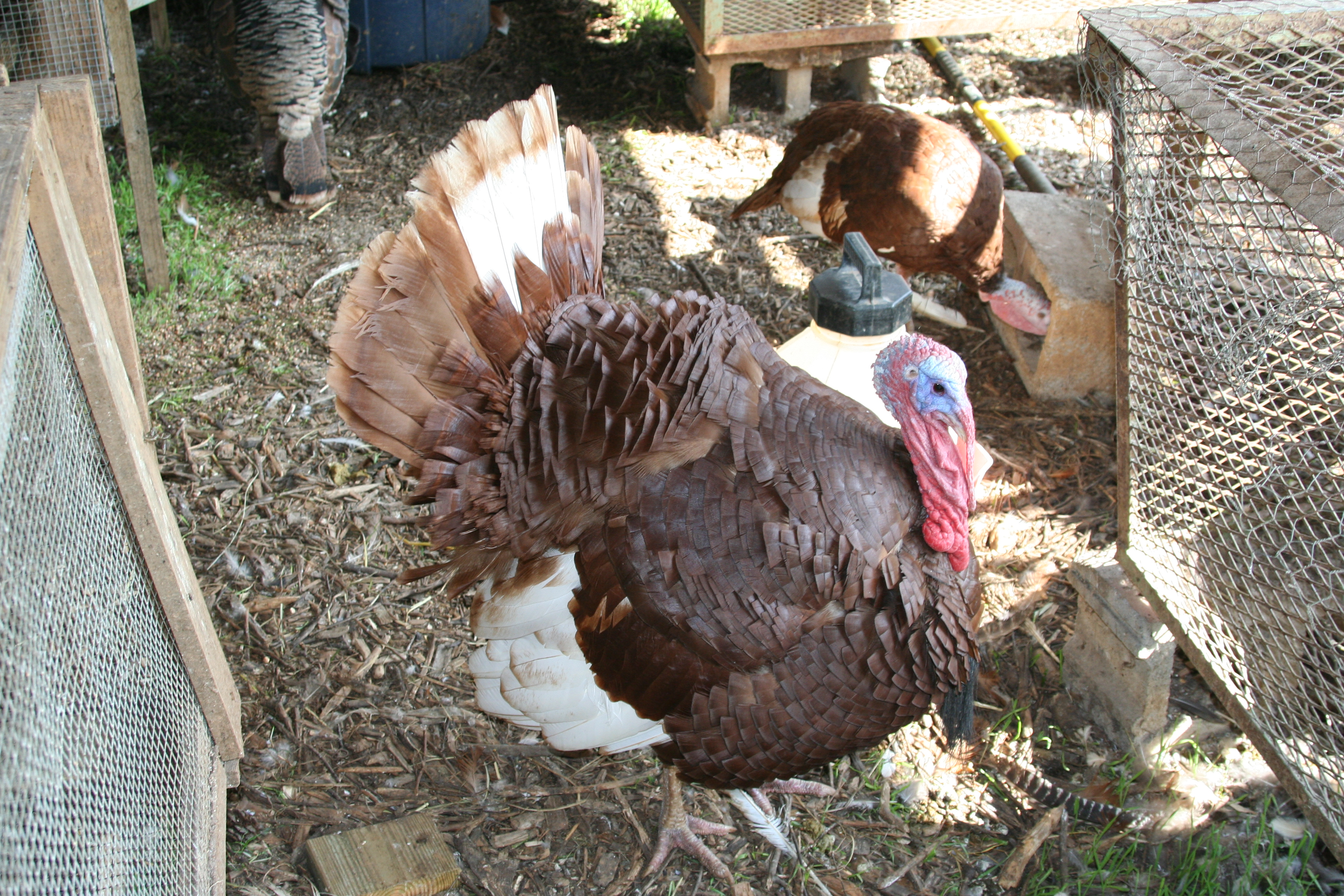
Indyk burboński